# 5950 Левкіпп
5950 Левкіпп (5950 Leukippos) — астероїд головного поясу, відкритий 9 серпня 1986 року.
Тіссеранів параметр щодо Юпітера — 3,233.